# Harmattan

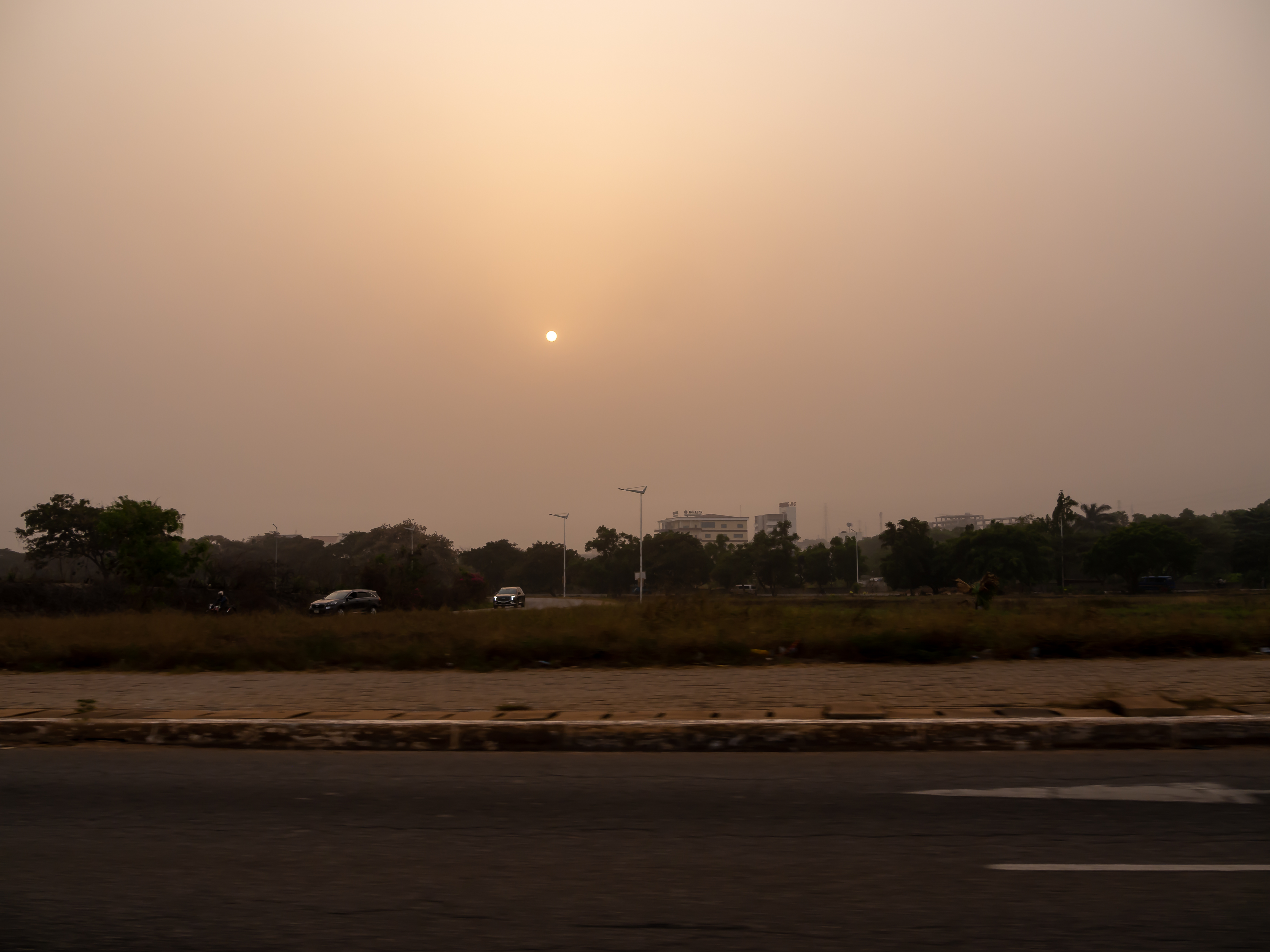
Durch Wüstenstaub gelblich verfärbter Himmel in Groß-Accra, Ghana

Der Harmattan (zu Harmatta, ‚Dunstzeit‘ in einer Sprache an der Guineaküste) ist ein kontinentales Windsystem Nordafrikas, das als Nordostpassat zwischen 5° und etwa 20° nördlicher Breite weht. Generell weht er in den ariden Regionen der Sahara ganzjährig. Von der Westsahara bis über die Kapverdischen Inseln hinaus führt der Harmattan große Mengen Wüstenstaub und -sand mit sich, die gut als Staubfahnen auf Satellitenbildern zu erkennen sind.
Der Harmattan tritt hauptsächlich in der Trockenzeit und im Borealen Winter (Dezember bis etwa März) in den Regionen des Sahel und Sudans auf und wird dort vom Südwestmonsun in den Sommermonaten abgelöst. Regionen, in denen der Harmattan fast ganzjährig messbar ist, sind die Bodélé-Depression, die Gebirgsregionen des Aïr, Tibesti und das Plateau von Djado, die Wüsten Ténéré und Grand Erg du Bilma.
Durch den Harmattan werden in Folge von Windabrasionsprozessen im Inland Lockersedimente in den Atlantik getragen. Dieser Transport von Saharastaub führt durch die Passatwindtrift bis in den Amazonasraum von Südamerika, wo er einen wichtigen Beitrag zur natürlichen atmosphärischen Düngung leistet.